# Smeraldo Zecca
Smeraldo Zecca (Chieti, 10 luglio 1857 – Chieti, 18 aprile 1925) è stato un politico italiano.

## Biografia
Nato a Chieti nel 1857 dallo storico Vincenzo Zecca e da Filomena Domizio, conseguì la laurea in giurisprudenza e diventò avvocato. Fu eletto alla Camera dei deputati nel collegio di Chieti alle elezioni politiche del 1892, servendo nel Parlamento durante la XVIII legislatura del Regno d'Italia; terminò il proprio mandato nel 1895. Il 16 novembre 1920 fu eletto sindaco della sua città natale dal Consiglio comunale cittadino, mantenendo tale incarico fino al 10 novembre 1923. Morì a Chieti due anni più tardi, nel 1925.